# Rudziszki (sielsowiet Worniany)
Rudziszki (biał. Рудзішкі, Rudziszki; ros. Рудишки, Rudiszki) – wieś na Białorusi, w obwodzie grodzieńskim, w rejonie ostrowieckim, w sielsowiecie Worniany.

## Historia
Pod zaborami i w II Rzeczypospolitej grupa zaścianków. Źródła z okresu międzywojennego wymieniają ich cztery: Rudziszki I, II, III i IV.
W XIX i w początkach XX w. położone były w Rosji, w guberni wileńskiej, w powiecie wileńskim, w gminie Bystrzyca. Po I wojnie światowej pod administracją polską, w Zarządzie Cywilnym Ziem Wschodnich, w okręgu wileńskim, w powiecie wileńskim. W latach 1920–1922 w składzie Litwy Środkowej.
Od 11 kwietnia 1922 leżały w Polsce, w województwie wileńskim, w powiecie wileńsko-trockim, do 1 kwietnia 1927 w gminie Bystrzyca, następnie w gminie Worniany.
Po II wojnie światowej w granicach Związku Sowieckiego. Od 1991 w niepodległej Białorusi.